# Halyna Zacharova
Halyna Petrivna Zacharova (ukrainska: Галина Петрівна Захарова; ryska: Galina Zacharova), född den 22 mars 1947 i Kiev, Ukrainska SSR, Sovjetunionen (nu Ukraina), är en ukrainsk sovjetisk före detta handbollsspelare.
Hon tog OS-guld i damernas turnering  i samband med de olympiska handbollstävlingarna 1976 i Montréal.